# Елизабета Вудвил
Елизабета Вудвил (енгл. Elizabeth Woodville) је била краљица Енглеске од 1464. до 1470, па од 1471. до 1483. године.
Рођена је 3. фебруара 1437, у Нортхемптонширу, као ћерка Ричарда Вудвила и Жакоте Луксембуршке. 1452, се удала за Џона Греја, који је девет година касније погинуо у рату ружа, борећи се на страни Ланкестара. Због првог пропалог брака, Елизабета се првог маја 1464, удала за Едварда IV Јорка. За краљицу Енглеске је крунисана 26. мајa 1465, у Вестминстерској опатији. С Едвардом, је имала десеторо деце, међу којима су били и Едвард V, Ричард од Јорка, и Елизабета од Јорка која је била мајка енглеског краља Хенрија VIII. 
Умрла је 8. јуна 1492, у Лондону.

## Биографија
Елизабета Вудвил рођена је 1437. године, вероватно у месту Нортхемптоншир . Била је прворођено дете социјално неравноправног брака између сер Ричарда Вудвила и Жакете Луксембуршке. 
Отприлике 1452. године, Елизабета се удала за сер Џона Греја. Убијен је у Другој бици код Светог Албанса 1461. године, борећи се за Ланкастере. Ово би постало извор ироније, будући да је Елизабетин будући супруг Едвард IV био јоркистички претендент на престо. Два сина Елизабетe из овог првог брака била су Томас и Ричард.
Елизабета Вудвил названа је „најлепшом женом на острву Британија“ са „очима дебелих капака попут очију змаја“.

### Живот на двору
Едвард IV је имао много љубавница, од којих је најпознатија Џејн Шор, и није имао репутацију верности. Његов брак са удовицом Елизабет Вудвиле склопио се тајно и, иако датум није познат, традиционално се каже да се склопио у њеној породичној кући 1. маја 1464. године. Присуствовале су само невестина мајка и две даме. Едвард се оженио с њом нешто више од три године након што је преузео енглески престо услед велике победе над Ланкастерима, у бици код Таутона, која је резултирала расељењем краља Хенрија VI. Елизабета крунисана је за краљицу 26. маја 1465. године.
У раним годинама своје владавине, управљање Енглеском зависило је од уског круга присталица, нарочито од његовог рођака, Ричарда Невила, грофа од Ворвика. Отприлике у време склапања тајног брака Едварда и Елизабете, Ворвик је преговарао о савезу са Француском, настојећи да спречи сличан аранжман који је склопила његова заклета непријатељица Маргарет Анжујска, супруга свргнутог Хенрија VI. План је био да се Едвард ожени француском принцезом. Када је његов брак са Елизабетом склопљен, која је била и обична и из породице присталица Ланкастера, Ворвик је био и посрамљен и увређен, а његова веза са Едвардом се никада није опоравила. 
Доласком на сцену нове краљице дошло је много рођака, од којих су се неки венчали у најзначајније породице у Енглеској. Три њене сестре удале су се за синове грофова Кента, Есекса и Пембрука. Друга сестра, Кетрин Вудвил, удала се за 11-годишњег краљичиног штићеника Хенрија Стафорда, другог војводу од Бакингема, који се касније придружио брату Едварда IV, Ричарду, војводи од Глостера, у опозицији са Вудвиловима након смрти Едварда. Елизабетин двадесетогодишњи брат Џон оженио се Катарином, војвоткињом од Норфолка. Војвоткиња је била удовица три пута и вероватно је имала шездесет, тако да је брак створио скандал на двору. Елизабетин син из првог брака, Томас Греј, оженио се са Сесили Бонвил.
Када су рођаци Елизабет Вудвил, посебно њен брат Ентони Воодвилле, почели да оспоравају Ворвикову превласт у енглеском политичком друштву, Ворвик је заверенички саговарао са својим зетом Џорџом, војводом од Кларенса, краљевим млађим братом. Један од његових следбеника оптужио је Елизабетину мајку за бављење врачањем. Ослобођена је следеће године. Ворвик и Џорџ два пута су се побунили, а затим побегли у Француску. Ворвик је створио нелагодан савез са Маргаретом Анжујском и вратио њеног мужа Хенрија на престо 1470. године. Али следеће године, Едвард IV, вратио се из изгнанства и победио Ворвика у бици код Барнета, и Ланкастерове у бици код Тјуксберија. Хенри VI је убрзо убијен.
После привременог пада мужа са власти, Елизабета је уточиште потражила у Вестминстерској опатији где је родила сина Едварда (касније енглеског краља Едварда V). Њен брак са Едвардом дао је укупно десеторо деце, укључујући још једног сина Ричарда, војводу од Јорка, који ће се касније придружити свом брату као један од принчева у Кули. Пет ћерки је такође живело до пунолетства.
Елизабета се бавила делима хришћанске побожности у складу са уобичајеним очекивањима средњовековне супруге краљице. Њени чинови су укључивали ходочашћа, стицање папске индулгенције за оне који су клечали и изговарали Ангелус три пута дневно и оснивање капеле Светог Еразма у Вестминстерској опатији.

### После смрти супруга
После изненадне смрти Едварда, вероватно од упале плућа, априла 1483. године, Елизабета постала је краљица удовица. Њен млади син Едвард V постао је краљ, а његов ујак Ричард, војвода од Глостера, вршио је дужност лорда заштитника. Као одговор на покушај Вудвилових да отму власт, Глостер је брзо прешао да преузме контролу над младим краљем и ухапсио краљевог ујак Еарла Риверса и полубрата Ричарда Греја, сина Елизабете. Млади краљ је премештен у Лондонски торањ да чека крунисање. Са млађим сином и ћеркама, Елизабета је поново потражила уточиште. Лорд Хејстингс, водећи присталица покојног краља у Лондону, у почетку је подржавао Глостерове поступке, али га је он потом оптужио за заверу са Елизабет Воудвил против њега. Хејстингс је погубљен по кратком поступку. Да ли се заиста догодила таква завера, није познато. Ричард је оптужио Елизабету да је планирала да га „убије и потпуно уништи“.
Дана 25. јуна 1483. године, Глостер је погубио сина Елизабете Ричарда Греја и брата Ентонија у замку Понтефракт у Јоркширу. Парламентарним актом, проглашено је да су деца Едварда IV са Елизабетом била ванбрачна на основу тога што је Едвард имао предуговор са удовицом Лејди Еленор Бaтлер, што се сматрало правно обавезујућим уговором због чега је било који други брачни уговор неважећи. Постоје неки извори који говоре чак да су њих двоје имали церемонију веридбе. Чин је садржао и оптужбе за врачање против Елизабете, али није дао детаље и оптужбе нису имале даљњих последица. Као последица тога, војводи од Глостера је понуђен престо и постао је краљ Ричард III Јорк. Едвард V, који више није био краљ, и његов брат Ричард, војвода од Јорка, остали су у Лондонском торњу. После лета 1483. године нема забележених виђења истих.
После крунисања краља Ричарда, Елизабета се звала Елизабета Греј и она се са војводом од Бакингема (бившим блиским савезником Ричарда а тада вероватно тражећи престо за себе) удружила са леди Маргарет Бофорт и заговарала да њен син Хенри добије право на престо. Да ојача своју тврдњу и уједини два сукобљавајући се са племићким кућама, Елизабета и Маргарета сложиле су се да се син потоње ожени најстаријом ћерком Елизабетом, која је након смрти своје браће постала наследница. Венчање је одржано 18. јануара 1486. године, али Елизабета није крунисана све док није родила њихово прво дете, принца Артура.
Први парламент Ричарда III у јануару 1484. одузео је Елизабети све земље које су јој дате током владавине Едварда IV.
Дана 1. марта 1484. године, Елизабета и њене ћерке изашле су из уточишта након што се Ричард јавно заклео да њене ћерке неће бити повређене или злостављане и да неће бити затворене у лондонском торњу или било којем другом затвору. Такође је обећао да ће им обезбедити брачне понуде и венчати их са „рођеном господом“. Породица се вратила, очигледно измиривши се са Ричардом. После смрти супруге Ричарда Ане Невил, марта 1485. године, појавиле су се гласине да ће се новоодовели краљ оженити својом прелепом и младом нећакињом Елизабетом од Јорка.
Године 1485. Хенри Тјудор напао је Енглеску и победио Ричарда у бици код Босворта. Као краљ, Хенри VII се оженио Елизабетом од Јорka и дао је опозвати Парламентарни акт и уништити све пронађене копије. Елизабета Вудвил је добила титулу и почасти краљице удовице.
Научници се разилазе око тога зашто је удовица краљица Елизабета провела последњих пет година живота живећи у опатији Бермондсеј, у коју се повукла 12. фебруара 1487. године. Међу својим модерним биографима Давид Балдвин верује да ју је Хенри VII натерао да се повуче са двора, док је Арлен Окерлунд износи доказе из јула 1486. године да је већ планирала пензионисање да би живела верски, контемплативни живот у опатији. Други разлог је да јој је било изнуђено повлачење у Бермондсеj због тога што је на неки начин била умешана у јоркистичку побуну Ламберта Симнела 1487. или је бар виђена као потенцијални савезник побуњеника.
У опатији Бермондсеј, према Елизабети су поступали с поштовањем због краљице удовице. Живела је краљевски живот са пензијом од 400 фунти и добијала је мале поклоне од Хенрија. Била је присутна на рођењу своје унуке, Маргарите у Вестминстерској палати у новембру 1489. године и на рођењу њеног унука, будућег Хенрија, у палати Гринвич у јуну 1491. Њена ћерка краљица Елизабета посетила ју је повремено у Бермондсеју. 
Хенри је на кратко размишљао о венчању своје таште са шкотским краљем Џејмсом од Шкотске, када му је 1486. умрла супруга Маргарета од Данске. међутим, Џејмс је убијен у бици 1488. године.
Елизабета Вудвил умрла је у опатији Бермондсеј, 8. јуна 1492. Изузев краљице, која је чекала рођење четвртог детета, и Сесили Јорк, њене ћерке су присуствовале сахрани у замку Виндзор. Писмо откривено 2019. године, које је 1511. године написала Андреа Бадоер, венецијанска амбасадорка у Лондону, сугерише да је умрла од куге, што би објаснило журбу и недостатак јавне церемоније током сахране Елизабете. Елизабета је сахрањена у истој цркви као и њен супруг краљ Едвард IV у капели Светог Ђорђа у дворцу Виндзор.

## Породично стабло
|  |                                                         |  |  |  |  |  |  |  |  |  |  |  |  |  |  |  |
|  | 16. Richard de Wydeville                                |  |  |  |  |  |  |  |  |  |  |  |  |  |  |  |
|  |                                                         |  |  |  |  |  |  |  |  |  |  |  |  |  |  |  |
|  |                                                         |  |  |  |  |  |  |  |  |  |  |  |  |  |  |  |
|  | 8. John Wydeville                                       |  |  |  |  |  |  |  |  |  |  |  |  |  |  |  |
|  |                                                         |  |  |  |  |  |  |  |  |  |  |  |  |  |  |  |
|  |                                                         |  |  |  |  |  |  |  |  |  |  |  |  |  |  |  |
|  | 4. Ричард Вудвил                                        |  |  |  |  |  |  |  |  |  |  |  |  |  |  |  |
|  |                                                         |  |  |  |  |  |  |  |  |  |  |  |  |  |  |  |
|  |                                                         |  |  |  |  |  |  |  |  |  |  |  |  |  |  |  |
|  | 9. Isabel Gobion                                        |  |  |  |  |  |  |  |  |  |  |  |  |  |  |  |
|  |                                                         |  |  |  |  |  |  |  |  |  |  |  |  |  |  |  |
|  |                                                         |  |  |  |  |  |  |  |  |  |  |  |  |  |  |  |
|  | 2. Ричард Вудвил                                        |  |  |  |  |  |  |  |  |  |  |  |  |  |  |  |
|  |                                                         |  |  |  |  |  |  |  |  |  |  |  |  |  |  |  |
|  |                                                         |  |  |  |  |  |  |  |  |  |  |  |  |  |  |  |
|  | 20. John Bittlesgate                                    |  |  |  |  |  |  |  |  |  |  |  |  |  |  |  |
|  |                                                         |  |  |  |  |  |  |  |  |  |  |  |  |  |  |  |
|  |                                                         |  |  |  |  |  |  |  |  |  |  |  |  |  |  |  |
|  | 10. Thomas Bittlesgate                                  |  |  |  |  |  |  |  |  |  |  |  |  |  |  |  |
|  |                                                         |  |  |  |  |  |  |  |  |  |  |  |  |  |  |  |
|  |                                                         |  |  |  |  |  |  |  |  |  |  |  |  |  |  |  |
|  | 5. Joan Bittlesgate                                     |  |  |  |  |  |  |  |  |  |  |  |  |  |  |  |
|  |                                                         |  |  |  |  |  |  |  |  |  |  |  |  |  |  |  |
|  |                                                         |  |  |  |  |  |  |  |  |  |  |  |  |  |  |  |
|  | 22. Sir John de Beauchamp                               |  |  |  |  |  |  |  |  |  |  |  |  |  |  |  |
|  |                                                         |  |  |  |  |  |  |  |  |  |  |  |  |  |  |  |
|  |                                                         |  |  |  |  |  |  |  |  |  |  |  |  |  |  |  |
|  | 11. Joan de Beauchamp                                   |  |  |  |  |  |  |  |  |  |  |  |  |  |  |  |
|  |                                                         |  |  |  |  |  |  |  |  |  |  |  |  |  |  |  |
|  |                                                         |  |  |  |  |  |  |  |  |  |  |  |  |  |  |  |
|  | 23. Joan de Bridport                                    |  |  |  |  |  |  |  |  |  |  |  |  |  |  |  |
|  |                                                         |  |  |  |  |  |  |  |  |  |  |  |  |  |  |  |
|  |                                                         |  |  |  |  |  |  |  |  |  |  |  |  |  |  |  |
|  | 1. Елизабета Вудвил                                     |  |  |  |  |  |  |  |  |  |  |  |  |  |  |  |
|  |                                                         |  |  |  |  |  |  |  |  |  |  |  |  |  |  |  |
|  |                                                         |  |  |  |  |  |  |  |  |  |  |  |  |  |  |  |
|  | 24. Guy of Luxembourg, Count of Ligny                   |  |  |  |  |  |  |  |  |  |  |  |  |  |  |  |
|  |                                                         |  |  |  |  |  |  |  |  |  |  |  |  |  |  |  |
|  |                                                         |  |  |  |  |  |  |  |  |  |  |  |  |  |  |  |
|  | 12. John of Luxembourg, Lord of Beauvoir                |  |  |  |  |  |  |  |  |  |  |  |  |  |  |  |
|  |                                                         |  |  |  |  |  |  |  |  |  |  |  |  |  |  |  |
|  |                                                         |  |  |  |  |  |  |  |  |  |  |  |  |  |  |  |
|  | 25. Махо од Шатијона, Countess of Saint-Pol             |  |  |  |  |  |  |  |  |  |  |  |  |  |  |  |
|  |                                                         |  |  |  |  |  |  |  |  |  |  |  |  |  |  |  |
|  |                                                         |  |  |  |  |  |  |  |  |  |  |  |  |  |  |  |
|  | 6. Peter of Luxembourg, Count of Saint-Pol              |  |  |  |  |  |  |  |  |  |  |  |  |  |  |  |
|  |                                                         |  |  |  |  |  |  |  |  |  |  |  |  |  |  |  |
|  |                                                         |  |  |  |  |  |  |  |  |  |  |  |  |  |  |  |
|  | 26. Louis of Enghien                                    |  |  |  |  |  |  |  |  |  |  |  |  |  |  |  |
|  |                                                         |  |  |  |  |  |  |  |  |  |  |  |  |  |  |  |
|  |                                                         |  |  |  |  |  |  |  |  |  |  |  |  |  |  |  |
|  | 13. Marguerite of Enghien                               |  |  |  |  |  |  |  |  |  |  |  |  |  |  |  |
|  |                                                         |  |  |  |  |  |  |  |  |  |  |  |  |  |  |  |
|  |                                                         |  |  |  |  |  |  |  |  |  |  |  |  |  |  |  |
|  | 27. Giovanna of Sanseverino                             |  |  |  |  |  |  |  |  |  |  |  |  |  |  |  |
|  |                                                         |  |  |  |  |  |  |  |  |  |  |  |  |  |  |  |
|  |                                                         |  |  |  |  |  |  |  |  |  |  |  |  |  |  |  |
|  | 3. Жакота Луксембуршка                                  |  |  |  |  |  |  |  |  |  |  |  |  |  |  |  |
|  |                                                         |  |  |  |  |  |  |  |  |  |  |  |  |  |  |  |
|  |                                                         |  |  |  |  |  |  |  |  |  |  |  |  |  |  |  |
|  | 28. Bertrand III of Baux, Count of Andria and Squillace |  |  |  |  |  |  |  |  |  |  |  |  |  |  |  |
|  |                                                         |  |  |  |  |  |  |  |  |  |  |  |  |  |  |  |
|  |                                                         |  |  |  |  |  |  |  |  |  |  |  |  |  |  |  |
|  | 14. Francis of Baux                                     |  |  |  |  |  |  |  |  |  |  |  |  |  |  |  |
|  |                                                         |  |  |  |  |  |  |  |  |  |  |  |  |  |  |  |
|  |                                                         |  |  |  |  |  |  |  |  |  |  |  |  |  |  |  |
|  | 29. Marguerite d'Aulnay                                 |  |  |  |  |  |  |  |  |  |  |  |  |  |  |  |
|  |                                                         |  |  |  |  |  |  |  |  |  |  |  |  |  |  |  |
|  |                                                         |  |  |  |  |  |  |  |  |  |  |  |  |  |  |  |
|  | 7. Margaret of Baux                                     |  |  |  |  |  |  |  |  |  |  |  |  |  |  |  |
|  |                                                         |  |  |  |  |  |  |  |  |  |  |  |  |  |  |  |
|  |                                                         |  |  |  |  |  |  |  |  |  |  |  |  |  |  |  |
|  | 30. Nicola Orsini, Count of Nola                        |  |  |  |  |  |  |  |  |  |  |  |  |  |  |  |
|  |                                                         |  |  |  |  |  |  |  |  |  |  |  |  |  |  |  |
|  |                                                         |  |  |  |  |  |  |  |  |  |  |  |  |  |  |  |
|  | 15. Sueva Orsini                                        |  |  |  |  |  |  |  |  |  |  |  |  |  |  |  |
|  |                                                         |  |  |  |  |  |  |  |  |  |  |  |  |  |  |  |
|  |                                                         |  |  |  |  |  |  |  |  |  |  |  |  |  |  |  |
|  | 31. Jeanne de Sabran                                    |  |  |  |  |  |  |  |  |  |  |  |  |  |  |  |
|  |                                                         |  |  |  |  |  |  |  |  |  |  |  |  |  |  |  |
|  |                                                         |  |  |  |  |  |  |  |  |  |  |  |  |  |  |  |